# Verehrt und Angespien
Verehrt und Angespien – drugi album studyjny niemieckiego zespołu metalowego In Extremo.

## Spis utworów

### Wersja podstawowa
1. Merseburger Zaubersprüche
2. Ich kenne alles
3. Herr Mannelig
4. Pavane
5. Spielmannsfluch
6. Weiberfell
7. Miss Gordon Of Gight
8. Werd ich am Galgen hochgezogen
9. This Corrosion (Cover Sisters Of Mercy)
10. Santa Maria
11. Vänner Och Frände
12. In Extremo
13. Herr Mannelig (Wersja akustyczna) – bonus

### Wersja rozszerzona
Wersja rozszerzona zawiera trzynaście utworów z normalnej wersji, dodatkiem są cztery dodatkowe utwory, które znalazły się także na box secie Weckt die Toten / Verehrt und Angespien.
1. Merseburger Zaubersprüche (Wersja radiowa)
2. Merseburger Zaubersprüche (Dreizack / Turnstyle Remix)
3. Ai vis lo lop (Vocal Remix)
4. Ai vis lo lop (Instrumental Remix)

### Wersja demo
Wersja demo zawiera 11 utworów w wersji demo z albumu "Verehrt und Angespied".
1. Merseburger Zaubersprüche (Wersja demo)
2. Dödet (Wersja demo Ich Kenne Alles)
3. Herr Mannelig (Wersja demo)
4. Pawane (Wersja demo Pavane)
5. Spielmannsfluch (Wersja demo)
6. Weiberfell (Wersja demo)
7. Pymonte (Wersja demo Miss Gordon Of Gight)
8. Am Galgen Hochgezogen (Wersja demo Werd Ich Am Galgen Hochgezogen)
9. Vänne Och Frände (Wersja demo Vänner Och Frände)
10. Santa Maria (Wersja demo)
11. Edda (Wersja demo In Extremo)

## Teledyski
- This Corrosion (1999)